# Marie Christine von Reibnitz
Marie Christine, Vương phi Michael xứ Kent (tên khai sinh là Nữ Nam tước Marie Christine von Reibnitz; sinh ngày 15 tháng 1 năm 1945) là một thành viên của gia đình vương thất Anh, thuộc dòng dõi quý tộc Đức,  Áo và Hungary. Cô kết hôn với Vương tôn Michael xứ Kent, cháu nội của Vua George V. Công nương Michael làm trong lãnh vực thiết kế nội thất trước khi trở thành một tác giả; cô xuất bản một số tác phẩm viết về Hoàng gia châu Âu. Cô thực hiện nhiều bài diễn văn công cộng cũng như là hỗ trợ các công vụ cho chồng mình.

## Tước hiệu
- Từ 15/1/1945 - 14/9/1971: Nữ Nam tước Marie Christine von Reibnitz
- Từ 14/9/1971 - 30/6/1978: Nữ Nam tước Marie Christine von Reibnitz, Mrs. Thomas Troubridge
- Từ 30/6/1978 - nay: Vương phi Michael xứ Kent